# Machinefabriek Braat N.V.
N.V. Machinefabriek Braat was een Nederlands-Indische machine- en constructiefabriek in Soerabaja op het eiland Java. De firma werd in 1901 opgericht door de Nederlandse industrieel B. Braat Jzn. Het bedrijf fabriceerde voornamelijk bruggen voor spoorwegmaatschappijen en het Departement voor Openbare Werken, alsook machines voor Nederlands-Indische cultuurondernemingen, de petroleumindustrie en de scheepvaart. In de aanloop naar de Tweede Wereldoorlog droeg het bedrijf ook bij aan de defensie-infrastructuur. Het bedrijf bleef onder de naam Braat actief na de Indonesische onafhankelijkheid. Machinefabriek Braat was een concurrent van de  Nederlandsch Indische Industrie N.V., ook gevestigd in Soerabaja.

## Geschiedenis

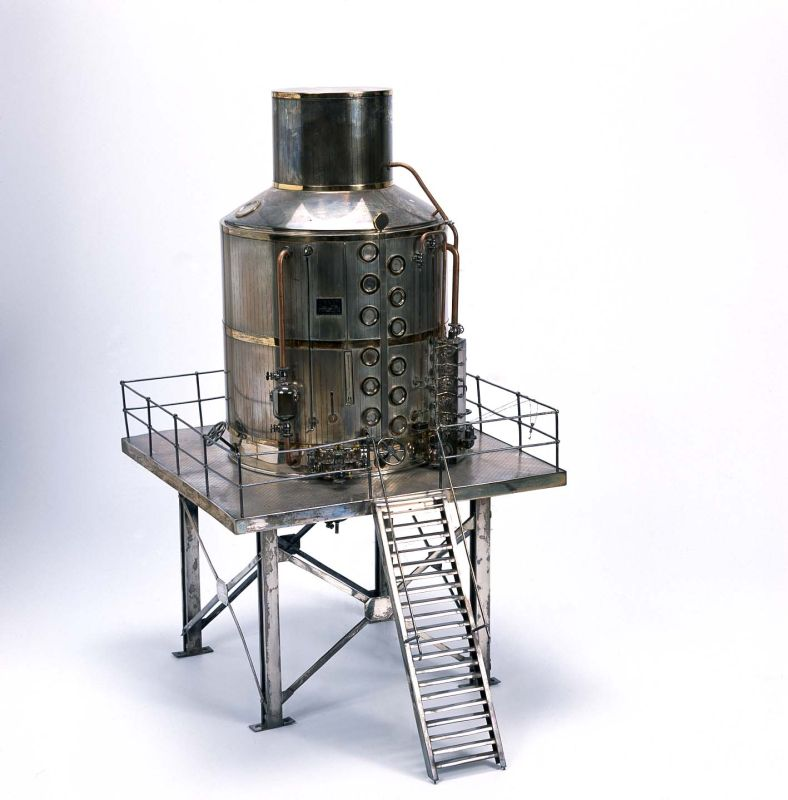
Model van een suikerkookstel. Dit soort kookstellen werden gebruikt in suikerfactorijen in Nederlands Oost-Indië in de periode 1920-1940. Dit model is een afscheidscadeau aan J.J. Braat, een van de oprichters van de Braat factorij in Soerabaja. Het betreft een kookstel dat door Factorij Braat werd ontworpen en in productie werd genomen. Een zilveren herinneringsobject vormde destijds een gebruikelijk afscheidscadeau voor een vertrekkende directeur.. Model van een zilveren suikerkookketel gebruikt voor het serveren van bowl.

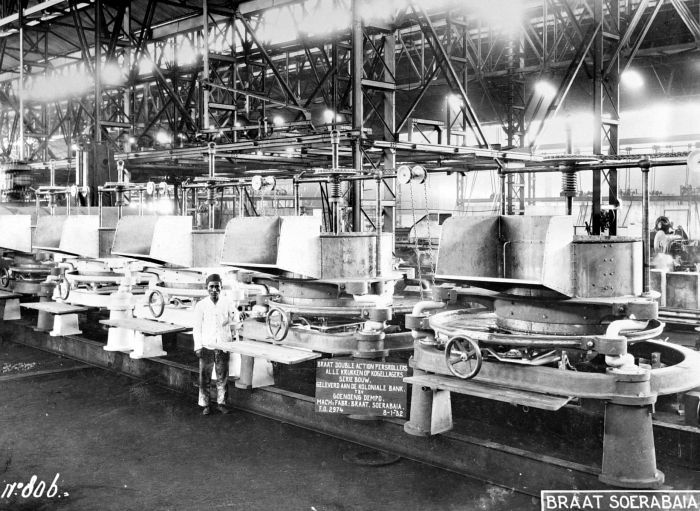
Theerollers in Machinefabriek Braat Soerabaja

Het bedrijf begon in 1901 in Soerabaja met een fabriek in de Boomstraat. In 1903 verhuisde de fabriek naar de Krembangan Westerkade. In 1909 werd er een inkoopkantoor opgericht in Rotterdam en in 1910 werd het bedrijf een naamloze vennootschap. In de jaren 1909 opende Braat een filiaal aan de Maashaven in Rotterdam Braat (Rotterdam), alsook een fabriek van moerbouten en klinknagels in Ngagel en de N.V. Tegalsche Machinefabriek Braat.
De oprichter, B. Braat Jzn., overleed in januari 1924 in Den Haag. In 1925 brak er bij Braat een staking uit nadat een van de werknemers was ontslagen. In 1926 werd het 25-jarig bestaan van de firma gevierd. Eind 1933 vertrok directeur Schamhart na 25 dienstjaren. Inmiddels waren er voor de firma zware tijden aangebroken en in de krant waren er geruchten dat de firma zou worden gesloten. In 1934 kreeg de Machinefabriek Braat een belangrijke opdracht van de Nederlandsche Handel Maatschappij: opdracht voor de levering van bijna alle theemachines voor de op Noord-Sumatra te bouwen nieuwe theefabriek Redelong.
Vanaf 1937 ontwierp en bouwde Braat een serie wagens voor de Marine Luchtvaartdienst op het Vliegkamp Morokrembangan te Soerabaja, om de nieuwe Dornier Do 24 vliegboten op de wal en in de hangaars (vliegloodsen) te kunnen verplaatsen. Deze werden als 'Braat-wagens' aangeduid. 

### Tijdens de Tweede Wereldoorlog
Tijdens de Slag om Java viel Machinefabriek Braat vrijwel ongeschonden in handen van de Japanse bezetters en werd door hen direct ingezet voor de productie van oorlogsmaterieel.
In de nacht van 21 op 22 juli 1943 werd Soerabaja voor het eerst door de geallieerden gebombardeerd. Volgens de Japanners zouden er vuurpijlen zijn afgeschoten om de vliegtuigen op hun doelen attent te maken, en de daders moesten vooral worden gezocht onder Molukse werknemers van Braat die voor de bezetting lid waren geweest van de luchtbeschermingsdienst. In totaal werden 71 mannen, de meesten werkzaam bij Braat, gevangengezet. Eind juli 1944 werden alle arrestanten op een na ter dood veroordeeld en geëxecuteerd. Deze Japanse oorlogsmisdaad zou de geschiedenis ingaan als de vuurpijlaffaires.
De geallieerden hadden in de voorafgaande maanden aan hun luchtaanval op Soerabaja in mei 1944 een grondige inventarisatie gemaakt van mogelijke bombardementsdoelen. Van Soerabaja werden op luchtfoto´s onder meer ingetekend de olie-installaties in Wonokromo en de Braat Engineering Works. Vanaf Britse en Amerikaanse oorlogsschepen werd op 17 mei 1944 de luchtaanval ingezet, bij dit bombardement werd veel schade aangericht.

### Na de oorlog en overname
Na de oorlog werden de werkzaamheden hervat. In 1949 werd door Machinefabriek Braat zelfs een drijvend bok gebouwd. Het bedrijf bleef ook onder de naam Braat actief na de Indonesische onafhankelijkheid. Sinds 1971 is het bedrijf opgegaan in Machinefabriek PT Barata Indonesia en is inmiddels verhuisd naar een nieuwe locatie buiten Soerabaja.